# Estatua de la Libertad (Budapest)
La Estatua de la Libertad (en húngaro: Szabadság Szobor) es un monumento erigido en 1947 en Budapest, Hungría, en memoria de la liberación de Hungría por parte de la  Unión Soviética durante la Segunda Guerra Mundial. Se encuentra sobre la colina Gellért, lo que lo convierte en un rasgo distintivo de la ciudad de Budapest.
El monumento consta de una estatua de bronce de 14 metros de altura sobre un pedestal de 26 metros que sostiene una hoja de palmera, y de dos estatuas más pequeñas en su base. El monumento original constaba de otras dos estatuas, que actualmente se encuentran en Memento Park. El monumento fue diseñado por Zsigmond Kisfaludi Stróbl. Según Kisfaludi Stróbl, el diseño estaba pensado para el memorial de István Horthy, y la figura principal sostenía un niño en lugar de una hoja de palmera.
En el momento de la construcción del monumento, la derrota de las fuerzas del Eje por el Ejército Rojo fue recibida como una liberación, lo que se vio reflejado en la inscripción del memorial (escrito tanto en húngaro como en ruso):
A FELSZABADÍTÓ

SZOVJET HŐSÖK

EMLÉKÉRE

A HÁLÁS MAGYAR NÉP

1945

 traducido como sigue: A la memoria de los héroes soviéticos liberadores 
el agradecido pueblo húngaro 
1945.
Durante los años siguientes, el sentimiento hacia los soviéticos fue disminuyendo hasta llegar a la revolución de 1956, durante la que se dañaron algunas partes del monumento. Después de la  caída del régimen comunista húngaro en 1989 la inscripción —a partir de entonces sólo en húngaro— fue modificada como sigue:
MINDAZOK EMLÉKÉRE

AKIK

ÉLETÜKET ÁLDOZTÁK

MAGYARORSZÁG

FÜGGETLENSÉGÉÉRT,

SZABADSÁGÁÉRT

ÉS BOLDOGULÁSÁÉRT

 traducido como sigue: A la memoria de todos aquellos que sacrificaron sus vidas por la independencia, la libertad y la prosperidad de Hungría.